# Erebus (cráter)
Erebus es un cráter de impacto del planeta Marte. Este cráter fue visitado por el robot explorador Opportunity en su camino hacia el cráter Victoria. Su denominación hace referencia al buque de exploración polar HMS Erebus. El robot explorador estuvo en las cercanías de este cráter en el período desde sol 550 a 750 (octubre de 2005 a marzo de 2006).
Erebus se encuentra ubicado a unos 2500 metros al sur del cráter Vostok que es de menores dimensiones, el cual había sido visitado previamente por el Opportunity. Se encuentra rodeado por lo que los científicos denominan "terreno irregular", una región en la cual las rocas sobresalen de la superficie de arena del Meridiani Planum.
Erebus posee un diámetro de 350 metros, el doble que el cráter Endurance. Sin embargo, es muy antiguo y se encuentra muy erosionado, y apenas se distingue de la superficie; se presenta como unas escasas formaciones rocosas planas que rodean una zona de dunas.

### Otros cráteres visitados por Opportunity
- Eagle
- Fram
- Endurance
- Argo
- Vostok
- Beagle
- Emma Dean
- Victoria

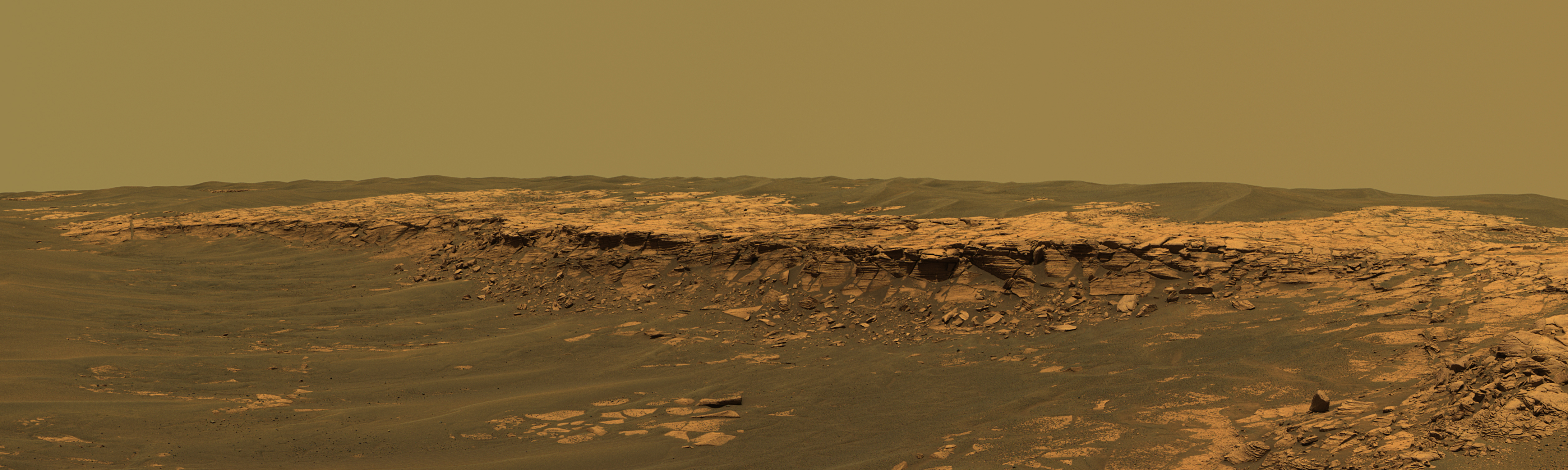
Un afloramiento rocoso denominado "Payson", en el borde oeste de Erebus.
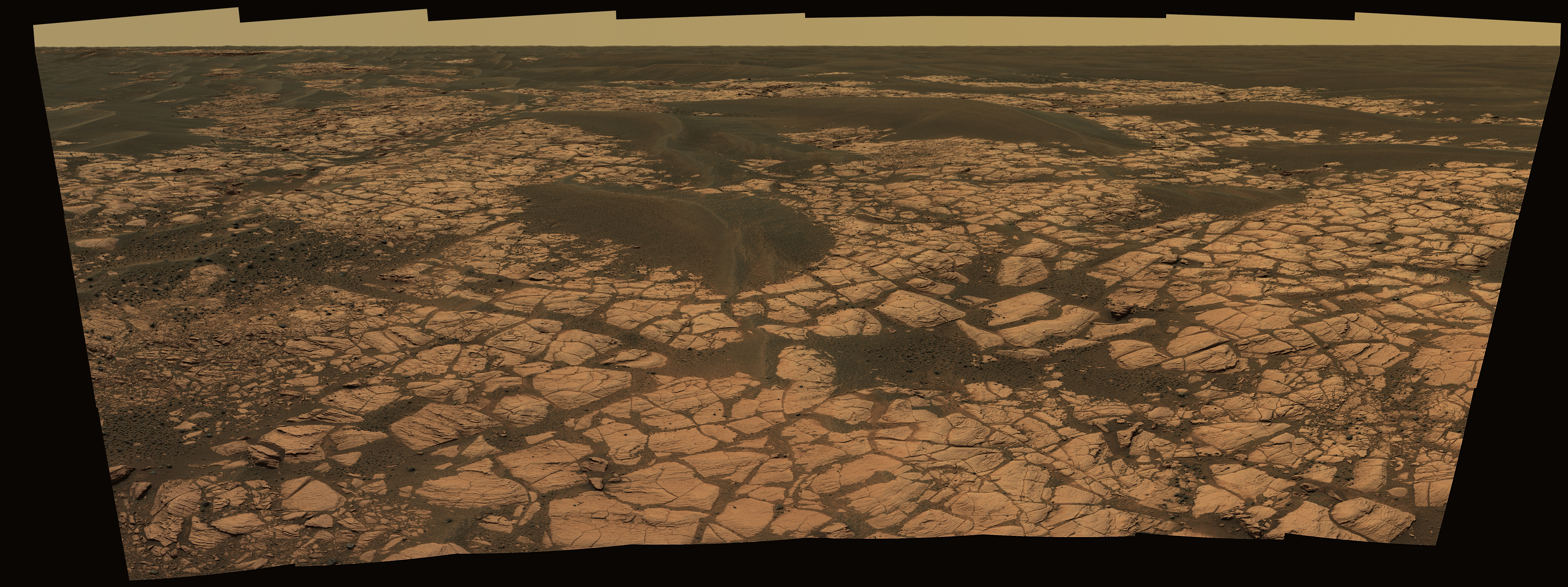
El afloramiento rocoso "Olympia" en el borde noroeste de Erebus
Panorámica en color tomada por el Opportunity en el borde del Erebus. Se puede observar el cráter en el centro, en la parte superior.

## Enlaces externos

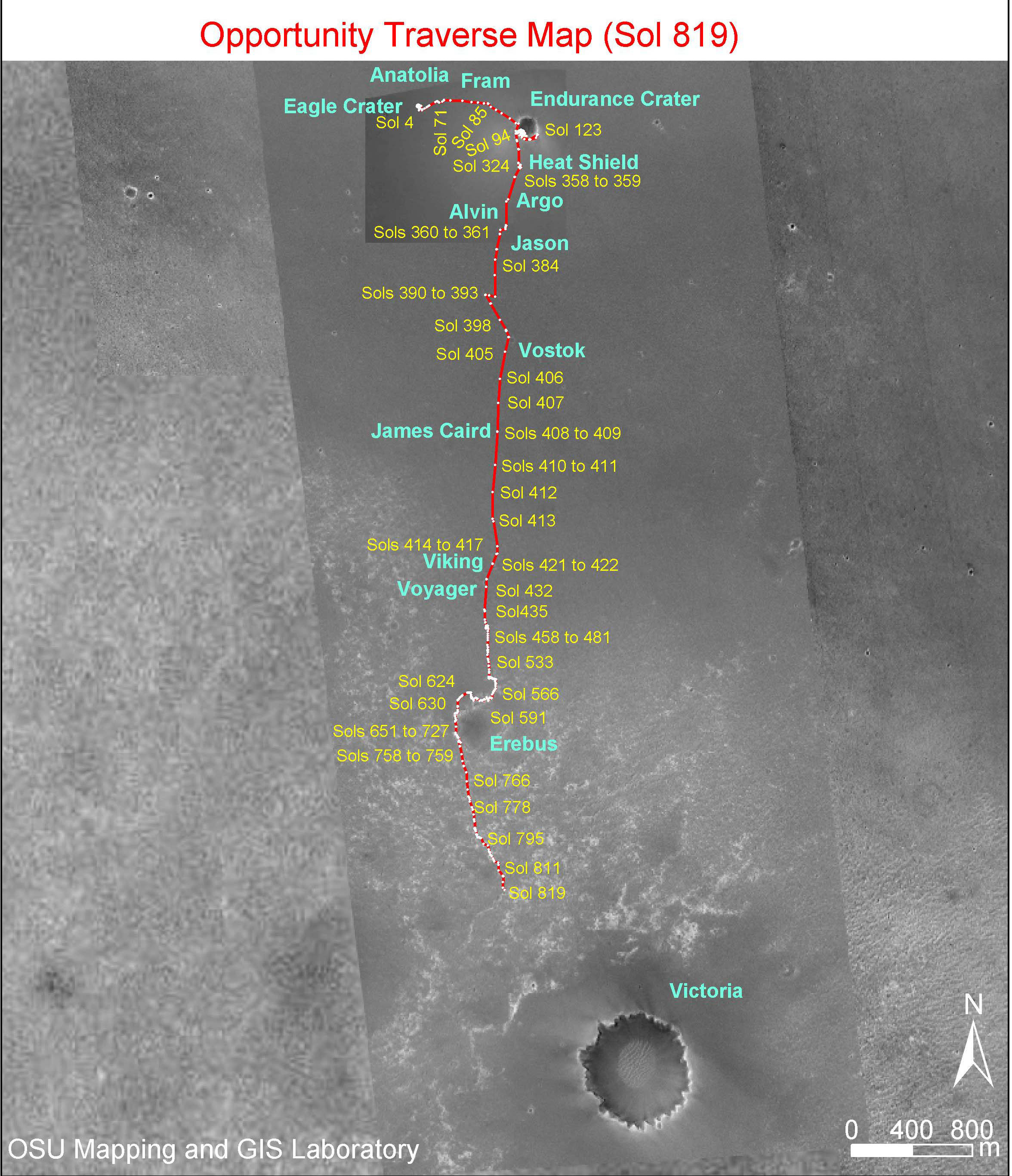
Erebus se encuentra ubicado cerca del centro de esta imagen satelital.